# Sociologia de la ciència i de la tècnica
 .
La sociologia de la ciència i de la tècnica o estudis de ciència, tecnologia i societat (CTS) analitza el paper social, amb un especial interès en perspectives com la política, la cultura, l'economia i la societat, de la ciència i la tecnologia amb el fi de portar a terme una revisió crítica dels processos de concepció i disseny dels objectes tecnològics quotidians.
Per a estudiosos com Maria del Carme Alemany, cal aquesta revisió del desenvolupament i ús social de la tecnologia perquè no acabi reforçant els estereotips de gènere: La reinterpretació de la tecnologia des de la teoria feminista s'estudia específicament a l'especialització estudis de gènere de la ciència i de la tècnica. Engeneral, un dels objectius principals de la sociologia de la ciència i de la tècnica és trencar amb la idea de "neutralitat" respecte a les teories i els artefactes.
Parteix de que, després de les idees androcèntriques i racionalistes de la il·lustració, en un marc de globalització i postmodernitat, no hi ha un únic punt de vista veritable, absolut i universal de la realitat per a prendre una decisió econòmica ni per a encaminar els objectius d'una investigació científica. Ni tan sols el que s'accepta per consens té sempre en compte a tots els possibles implicats, que potser no intervenen a la decisió. Hi ha grups socials d'individus que atribueixen a un artefacte un cert significat i acaben sent rellevants a l'hora d'afegir els seus valors als productes finals. N'és un exemple el cas de les bicicletes: Els ciclistes, consumidors o usuaris de bicicletes, són un col·lectiu clarament identificat amb un grup de rellevància social. No obstant això, també ho són els “anti-ciclistes”, els quals atribueixen a la màquina un significat negatiu.